# Марина Тадић Бунушевац
Марина Тадић Бунушевац је српска вајарка.

## Биографија
Дипломирала је вајарство на Факултету ликовних уметности Универзитета уметности у Београду. У Београду је завршила и постдипломске студије. Самостално је излагала у Београду 1967. године. Учествовала је на групним изложбама Удружења ликовних уметника Србије од 1965, Октобарском салону и Бијеналу младих у Ријеци 1965. и изложби скулптура у слободном простору Београда 1967. године. Добитница је награде на Пролећној изложби УЛУС-а 1968. Ауторка је рељефа у Галеници у Београду.